# Stout

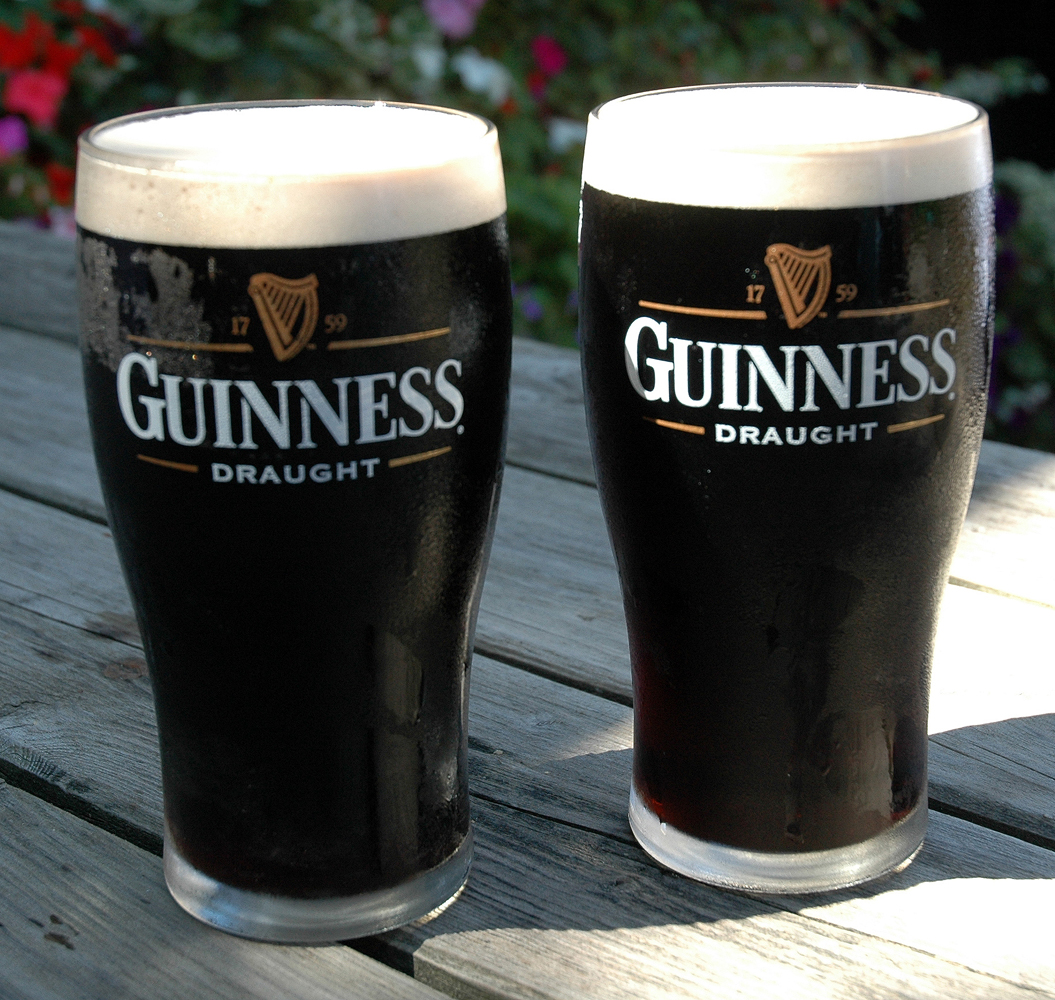
Guinness Draught, um exemplo de dry stout

Stout é uma cerveja escura feita usando malte torrado ou cevada torrada, lúpulo, água e fermento. Stouts eram tradicionalmente o termo genérico para as Porters mais fortes (tipicamente com 7% ou 8% de álcool) produzida por uma cervejaria. Há uma série de variações, e a variação mais comum é a dry stout , exemplificado pela Guinness Draught, stout mais vendida no mundo.

## Oatmeal stout

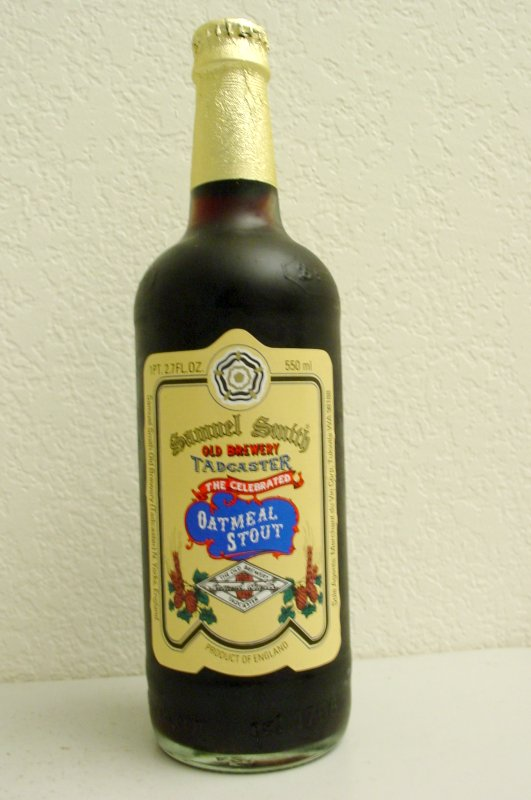
Um exemplo de uma oatmeal stout moderna

Oatmeal Stout é uma stout com uma proporção de aveia, normalmente a um máximo de 30%, adicionado durante o processo de fabricação de cerveja. Mesmo porque uma proporção maior de aveia na cerveja pode provocar um gosto amargo ou adstringente, Durante o período medieval na Europa, aveia era um ingrediente comum em cervejas, e as proporções de acima de 35% eram padrão. Apesar de algumas áreas da Europa, como a Noruega, tenham permanecidos agarrados ao uso de aveia na fabricação de cerveja até o início do século XX, a prática tinha morrido em grande parte da Europa pelo século XVI, tanto que em 1513 marinheiros Tudor se recusaram a beber cerveja com aveia oferecida a eles por causa do sabor amargo.
Houve um renascimento do interesse no uso de aveia durante o final do século XIX, quando as (supostamente) restaurativas, cervejas nutritivas, como a milk stout, foram populares para doentes, por conta da associação com mingau.  Maclay de Alloa produziu um Oatmalt Stout em 1895 que usou 70% "oatmalt", e uma Oatmeal Stout em 1909, que utilizou 30% de flocos de aveia.
No início do século XX muitas cervejas de malte de aveia continham apenas uma quantidade mínima de aveia. Por exemplo, em 1936 a Barclay Perkins Oatmeal Stout utilizava apenas 0,5% de aveia. Como a Oatmeal Stout deles era "parti-gyled" com a Porter e a Stout, estas duas também continha a mesma proporção de aveia. (parti-gyle é um processo que envolve retirar fora a primeira parte do mosto e usá-lo para fazer cerveja forte, então se faz um "remashing" dos grãos e se retira as segundas levas para uma variante menos forte.) O nome parece ter sido mais uma jogada de marketing. Na década de 1920 e 1930 as Whitbread London Stout e Oatmeal Stout eram idênticas, apenas rotuladas de forma diferente. A quantidade de aveia utilizada na Whitbread era mínima, novamente cerca de 0,5%. Com tão pouca aveia é de se supor que o impacto em aroma e corpo seja mínimo.
Muitas cervejarias ainda estavam fazendo Oatmeal stouts na década de 1950, por exemplo Brickwoods em Portsmouth, Matthew Brown em Blackburn e Ushers em Trowbridge. Quando Michael Jackson mencionou a extinta Eldrige Papa "Aveia Malt Stout" em seu livro "O Guia Mundial de Cerveja" em 1977, Oatmeal Stouts não eram mais fabricadas, mas Charles Finkel, fundador do Merchant du Vin, ficou curioso o suficiente para encomendar a Samuel Smith para produzir uma versão. A Oatmeal Stout do Samuel Smith se tornou parâmetro para as versões de outras cervejarias.
Oatmeal stouts normalmente não possuem aroma de aveia. A suavidade de cervejas de malte de farinha de aveia vem do elevado teor de proteínas, lípidos (incluindo gorduras e ceras), e gomas, transmitidas por meio da utilização de aveia. As gomas aumentam a viscosidade e o corpo aumentando a sensação de suavidade.

## References
1. ↑  The New Oxford Dictionary of English.
2. ↑  «Porter and Stout - CAMRA». Consultado em 19 de março de 2012. Arquivado do original em 19 de março de 2012
3. ↑  Page 50, Stout, Michael J. Lewis, published 1995 by Brewers Publications, ISBN 0-937381-44-6
4. ↑  Page 49, Beer: The Story of the Pint, Martyn Cornell, published 2003 by Hodder Headline, ISBN 0-7553-1164-7
5. ↑  Page 78, Beer: The Story of the Pint, Martyn Cornell, published 2003 by Hodder Headline, ISBN 0-7553-1164-7
6. ↑  The Guide to Gentlemen and Farmers
7. ↑  Pages 59 & 60, Old British Beers, Dr. John Harrison, published  2003 by Durden Park Beer Circle, ISBN 0-9517752-1-9
8. ↑  Barclay Perkins brewing records in the London Metropolitan Archives
9. ↑  Whitbread brewing records in the London Metropolitan Archives
10. ↑  Whitbread Gravity Book, Whitbread Archive in the London Metropolitan Archives
11. ↑  Michael Jackson's Beer Hunter - Kisses, oats and stouts
12. ↑  Galante, Stephan (outubro de 1997). «Brew Your Own: The How-To Homebrew Beer Magazine - Beer Styles - Oatmeal Stout». byo.com. Consultado em 28 de novembro de 2011. Arquivado do original em 9 de novembro de 2011